# Simplicia pseudoniphona
Simplicia pseudoniphona là một loài bướm đêm trong họ Noctuidae.